# Felicitas Klings

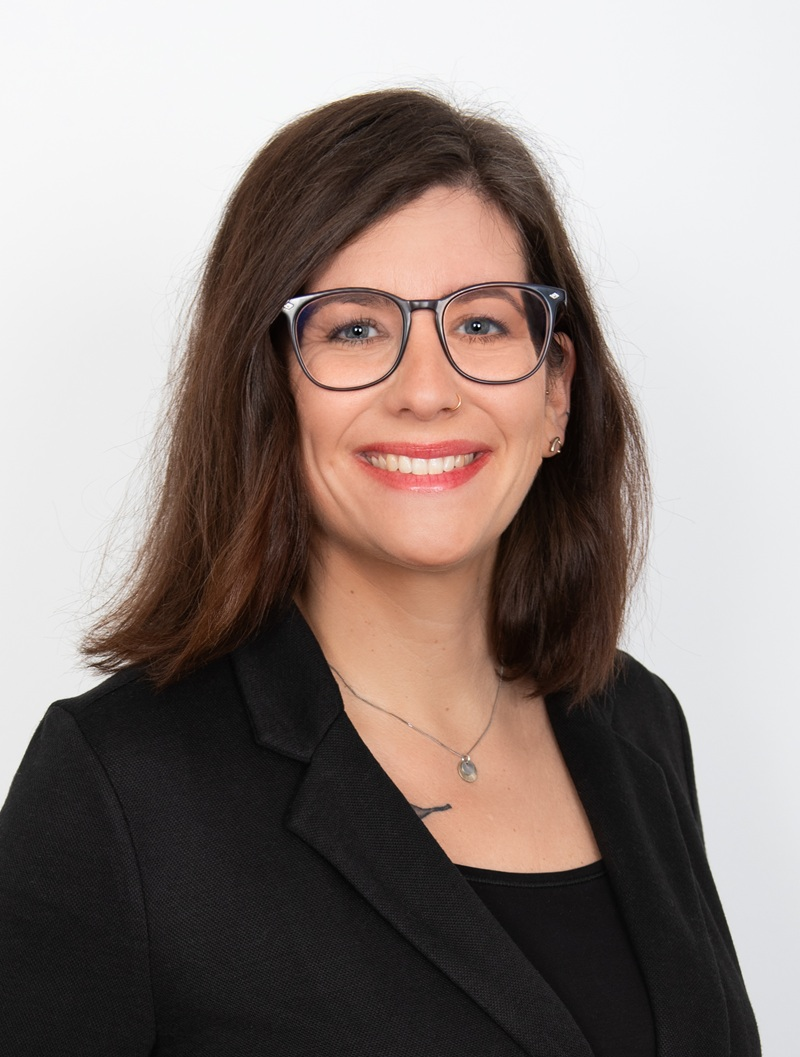
Felicitas Klings

Felicitas Klings (* 1983) ist eine deutsche Politikerin der Partei der Humanisten (PdH). Sie ist seit dem 14. Juli 2024 Bundesvorsitzende der Partei.

## Leben
Klings kommt aus Wiesbaden und arbeitete dort als Krankenschwester und stellvertretende Pflegedienstleiterin. Sie ist Mutter und hat eine Ausbildung zur Kinder- und Gesundheitspflegerin gemacht.

## Partei
Felicitas Klings war Mitglied im Landesvorstand Hessen und Direktkandidatin für den Bundestagswahlkreis Wiesbaden zur Bundestagswahl 2021 und erreichte 0,4 % der Erststimmen. Auf der Landesliste belegte sie den 2. Platz nach Felix Möller. Zur Landtagswahl 2023 in Hessen kandidierte Klings erneut als Direktkandidatin für den Wahlkreis Wiesbaden I und wurde auf Platz 1 der landesweiten Liste der PdH gewählt. Sie erhielt 0,7 % der Erststimmen in ihrem Wahlkreis.
Im April 2023 stellte die PdH die bundesweite Liste zur Europawahl 2024 auf und wählte Klings bei der zweitägigen Veranstaltung auf den 4. Platz. Im November 2023 wurde Klings auf dem Bundesparteitag in Lübeck in den Bundesvorstand gewählt. Am 29. Juni 2024 wurde Klings auf Platz 1 der Landesliste für die Bundestagswahl 2025 gewählt.
Auf dem Bundesparteitag am 13. und 14. Juli 2024 in Jena kandidierte Klings für das Amt der Bundesvorsitzenden und wurde gewählt. Ihr Vorgänger Lasse Schäfer trat nicht erneut an.
Bei der vorgezogenen Neuwahl des Bundestags am 23. Februar war sie Spitzenkandidatin der hessischen Landesliste der PdH und konnte knapp 3000 Stimmen und 0,1 % der Stimmen in Hessen erlangen. Klings trat bei der Bundestagswahl nicht als Direktkandidatin an.